# Ботьо Грудев
Ботьо Грудев е български художник.

## Биография
Роден е на 2 март 1928 г. в град София. През 1947 г. постъпва в Национална художествена академия, където учи при професорите Николай Войнов, Дечко Узунов, Борис Митов, Панайот Панайотов. В периода 1961 до 1963 живее и рисува във Велико Търново, от където идва и любовта му към българската природа и история.
Рисува предимно пейзажи.